# Vlake
Vlake est un village de la commune néerlandaise de Reimerswaal, sur la presqu'île de Zuid-Beveland en Zélande. Le village compte +- 100 habitants.